# استیو ترور
استیو راک‌ول ترور (به انگلیسی: Steve Rockwell Trevor) یک شخصیت خیالی در کتاب‌های کامیک آمریکایی منتشر شده توسط دی‌سی کامیکس است. این شخصیت توسط ویلیام مولتن مارستون خلق شده است و برای نخستین بار در شمارهٔ ۸ از مجموعه آل استار کامیکس (دسامبر ۱۹۴۱) حضور پیدا کرد. ترور دوست مورد اعتماد، معشوقه و همکار زن شگفت‌انگیز است که به او جهان انسان‌ها را معرفی کرد، و هم‌چنین به عنوان واسطه دایانا در سازمان ملل متحد خدمت نموده است.
استیو ترور به عنوان اولین فرد بیگانه‌ای به‌شمار می‌رفت که تا کنون پا بر روی جزیرهٔ تمیسکیرا گذاشت و با آمازون‌ها روابط دیپلماتیک برقرار نمود، و هم‌چنین نخستین مردی بود که پرنسس دایانا تا به حال دیده بود. استیو علاقه‌ای عاشقانه به دایانا دارد، اما رابطهٔ آن‌ها اغلب جنبهٔ لاسیدن دارد، و در عین حال آن‌ها همیشه برای یکدیگر دوستانی ثابت قدم محسوب می‌شوند. اگرچه پیشنهاد ازدواج او اغلب توسط دایانا رد می‌شود، زیرا اولویت او پیش از ازدواج ابتدا نجات جهان است.
کریس پاین به ایفای نقش شخصیت استیو ترور در فیلم زن شگفت‌انگیز (۲۰۱۷) و دنبالهٔ آن زن شگفت‌انگیز ۱۹۸۴ (۲۰۲۰) پرداخته است.

## خصوصیات

### شخصیت
این شخصیت برای تکمیل شخصیت زن شگفت‌انگیز طراحی شد. به گفته کریس پاین، ترور یک فرد "واقع گرا، ناقلا و بدبین است که ذات حیوانی و وحشتناک تمدن مدرن را دیده" و "مردی خاکی و جذاب" است. استیو ترور، دایانا را با نام مستعار «فرشته» صدا می‌زند چون وقتی بخاطر جراحاتش هذیان می‌گوید، تمیسکیرا را در قالب بهشت می‌بیند و او را فرشته‌ای می‌داند که نجاتش می‌دهد. 
استیو ترور نخستین غریبه‌ای است که قدم در تمیسکیرا می‌گذارد، اولین مردی است که دایانا می‌بیند و همچنین اولین سفیری است که منجر به ارتباطات دیپلماتیک با آمازون‌ها می‌شود. ترور، سوپرمن و بتمن تنها مردانی در دنیای دی‌سی به‌شمار می‌روند که ملکه هیپولیتا به آن‌ها شهروندی افتخاری می‌دهد؛ این موضوع دستاورد بزرگی محسوب می‌شود زیرا طبق قانون آفرودیته، هر مردی که قدم در تمیسکیرا بگذارد، باید کشته شود. گاهی مارستون، ترور را در موقعیت‌های خطرناک قرار می‌دهد که نیاز به کمک دایانا پیدا کند. درخواست ازدواج او نیز رد می‌شود چون طبق قانون آفرودیته، دایانا باید نجات دنیا را مقدم بر ازدواج بداند.